# Келмскоттский Чосер

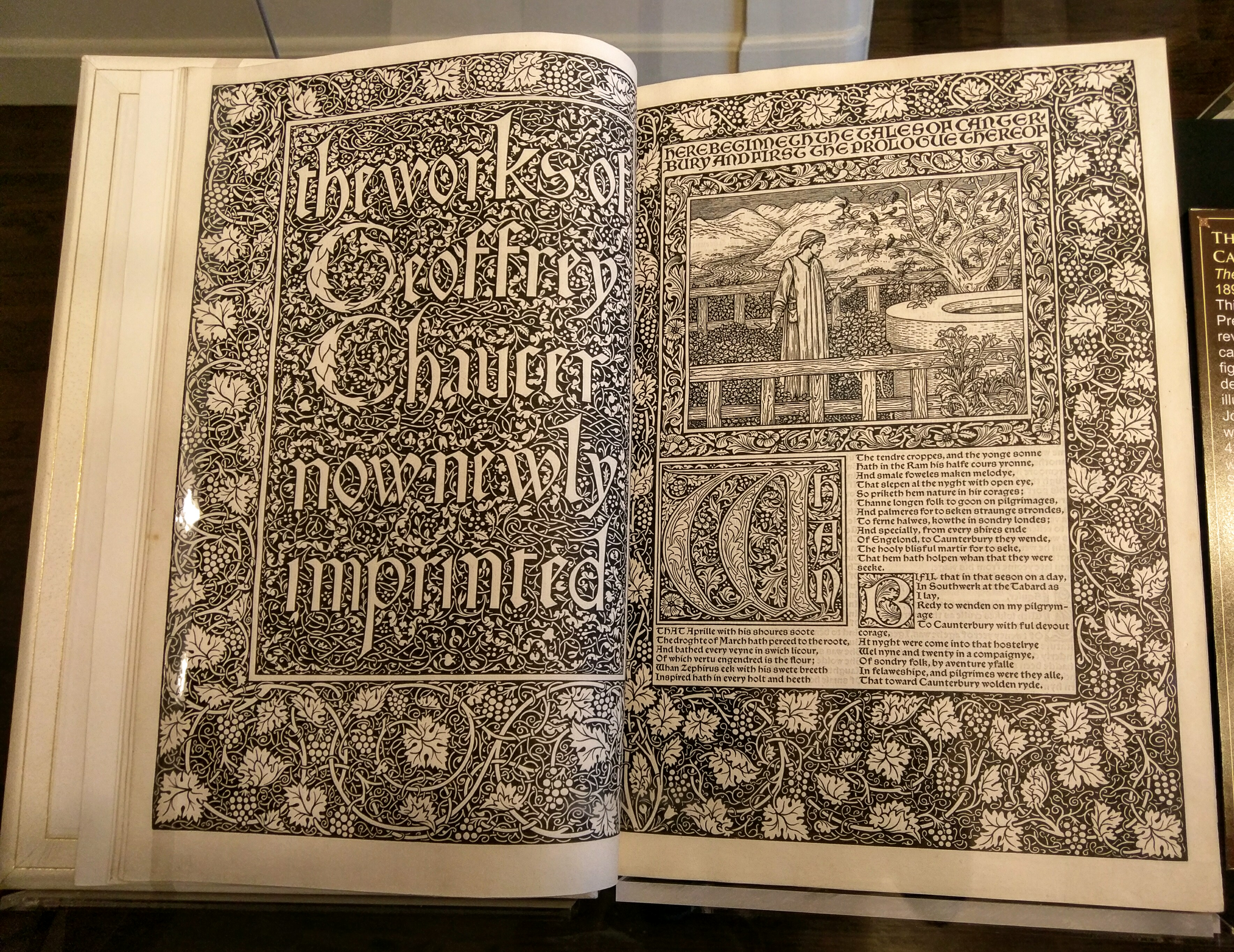
Разворотный титул «Келмскоттского Чосера»

Келмскоттский Чосер (англ. Kelmscott Chaucer) — однотомное собрание сочинений Джеффри Чосера, изданное книгопечатней Келмскотт-пресс в 1896 году. Эта книга стала главной работой Уильяма Морриса и считается одним из лучших произведений книгопечатания . Проиллюстрировал книгу художник Эдвард Бёрн-Джонс.

## История создания
Ещё будучи студентами, Моррис и Бёрн-Джонс восхищались Чосером. Позже они часто обращались к нему в своих произведениях; в поэме «Жизнь и смерть Ясона» (The Life and Death of Jason, 1867) Моррис называет Чосера своим учителем.
Одно из первых упоминаний о Келмскоттском Чосере относится к 1892 году. «Со времен „Иллюстраций к Трагедиям Эсхила“ Флаксмана не было поэта и художника, более подходящих друг другу», — писал лондонский «Атенеум» о серии эскизов Бёрн-Джонса для иллюстраций к новому собранию сочинений Чосера . В ближайшие два года Моррис и Бёрн-Джонс продолжали работу в эскизах. В 1894 году были напечатаны первые страницы. Они были опубликованы в прессе и даже представлены на книжных выставках.
В 1895 году для ускорения работы над Чосером в книгопечатне был установлен второй пресс. Тогда же возникли проблемы с краской, которая оставляла желтые пятна на страницах. Моррису пришлось выписывать другую краску из Германии, а работники печатни чуть не подняли бунт из-за того, что новая, более вязкая, краска требовала значительно больших усилий при использовании.
Выпуск книги несколько раз переносился. Наконец, 8 мая 1896 года работа над ней была завершена.

## Характеристики издания

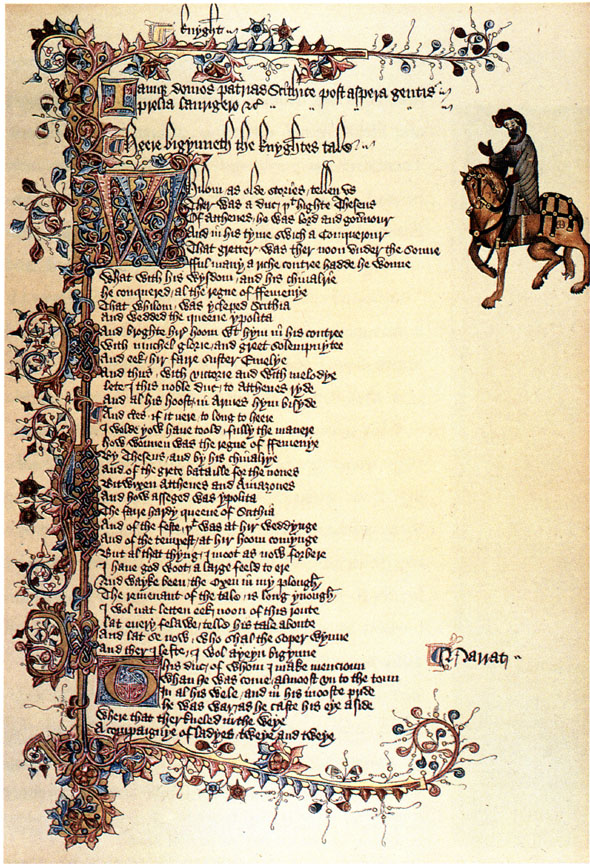
Начало «Рассказа Рыцаря» из Эллесмерской рукописи.

Сопровождение произведений Чосера иллюстрациями имеет долгую историю. Моррис, коллекционер и знаток средневековых манускриптов, не мог не знать о знаменитой Эллесмерской рукописи «Кентерберийских рассказов» Чосера (XV в.). «Целью Морриса было, — пишет У. Питерсон, — избегая прямого копирования, воссоздать жизнерадостность и простодушие изданий Чосера XV и XVI вв., близких по духу и времени к эпохе Чосера. Моррис верил, что только снимая культурные наслоения Ренессанса и классицизма, он сможет вернуть средневекового Чосера, что привело и к тщательной реконструкции чосеровского текста (включая орфографию), и к использованию более средневекового стиля в типографике и орнаменте» . За основу была взята одна из последних редакций Чосера, подготовленная преподобным Уолтером У. Скитом для Oxford University Press. Над текстом Моррис работал совместно с редактором книгопечатни Ф. С. Эллисом.
На первых порах предполагалось, что Бёрн-Джонс выполнит около 40 иллюстраций, но в конечном счёте их число выросло до 87. Перед тем, как они были выгравированы на дереве, карандашные линии эскизов были значительно усилены Р. Каттерсоном-Смитом. Орнаменты Морриса также были выгравированы на дереве опытными мастерами, так что работа типографа и иллюстратора стала более однородной, и лучше подходила к малоконтрастному чосеровскому шрифту и плотному набору в две колонки.
Хотя использовались некоторые украшений из прошлых изданий, значительную часть орнаментов Моррис выполнил специально для книги. Моррис подготовил титульную страницу, 26 больших начальных слов, инициалы, 14 больших рамок для текста и 18 рамок для иллюстраций. Последние доставили большое удовольствие Бёрн-Джонсу, который писал, что любит «уютно разместиться в рамке, подпертой огромным инициалом — и в одном-двух случаях, когда подо мной не было большой буквы, я чувствовал упадок и слабость; если вы вытащите меня из моего обрамления, это будет то же самое, что вытащить статую из её ниши и поставить в музей» .
Всего было отпечатано 425 экземпляров на бумаге (с водяными знаками в виде рыбы) и 13 — на пергаменте. Для 48 экземпляров Дуглас Кокерелл из Doves Bindery изготовил по эскизу Морриса особые переплеты из свиной кожи со слепым тиснением и белыми застежками.
Уильям Моррис, уже давно болевший, умер вскоре после выхода «Келмскоттского Чосера». Хотя книга была сразу же распродана, выручка не покрыла расходов на её издание. Личный экземпляр Морриса хранится в библиотеке Экзетерского колледжа.

## Переиздания
Вышло несколько факсимильных изданий «Келмскоттского Чосера». Среди них — издание Basilisk Press (1974) и Folio Society (2002).